# Вінок з маргариток
«Вінок з маргариток» («Das Liebeskarussell») — австрійська кінокомедія 1965 року, знята режисерами Рольфом Тілем, Акселем фон Амбессером і Альфредом Вайденманном.

## Сюжет
Фільм складається з чотирьох історій: Ангелу сексуально не задовольняє її чоловік, і вона щоночі, прикидаючись сомнамбулою, відвідує сусіда, який живе через вулицю; коли зламалася ванна, сором'язливий Петер намагається познайомитися зі своєю темпераментною сусідкою Лолітою; на зустрічі випускників колишні студенти вирішили пожартувати з професора Хельберга, переконавши його в тому, що він напідпитку зрадив дружину; Сібілла добре проводить час протягом антракту в опері з відомим диригентом Крамером.

## У ролях
- Курд Юрґенс: Стефан фон Крамер
- Надя Тіллер: Сибілла фон Крамер
- Іван Десний: барон Рудольф
- Летиція Роман: Полетта
- Герт Фребе: Еміль Клаасен
- Катрін Денев: Ангела Клаасен
- Вальтер Бушгофф: Доктор
- Фрідріх фон Тун: Гайцман
- Інгеборг Валль: Гувернантка
- Гайнц Рюманн: професор Хелльберг
- Йоганна фон Кочіан: Доротея Паркер
- Ріхард Мюнх: Вальтер Мортен
- Аніта Екберг: Лоліта Янг
- Петер Александер: Петер Зоммер
- Аксель фон Амбессер: Рональд

## Знімальна група
- Режисери: Рольф Тіле, Аксель фон Амбессер, Альфред Вайденманн
- Сценарій: Вальтер Шнайдер, Пауль Генґе, Курт Нахманн, Герберт Райнекер
- Композитор: Ервін Галлец
- Художник: Герта Гарайтер
- Костюми: Шарлотта Флеммінг
- Оператор: Вольф Вірт
- Монтаж: Аннемарі Райзетбауер
- Продюсер: Карл Шпіс